# Fort de Port-Man
Le fort de Port-Man (ou fort de Port Man) est un ancien ouvrage militaire français situé à la pointe nord-est de l'île de Port-Cros (Var). Édifié au XVIIe siècle, agrandi au XVIIIe siècle et désarmé en 1881, sa restauration a été confiée par l'État à un particulier en 2003.

## Histoire du fort
Le fort a été construit de 1635 à 1637, probablement à l'emplacement d'une ancienne tour de garde bâtie sous le règne de François Ier. Il faisait partie d'un ensemble défensif dont la construction avait été décidée par Richelieu pour contrer la menace espagnole et qui comprenait aussi le fort de l'Estissac, le fort du Moulin, et le fort de l'Éminence. C'était à l'origine une simple batterie destinée à contrôler la passe entre les îles du Levant et de Port-Cros ainsi que l'accès à la rade.
L'ouvrage a été agrandi au début du XVIIIe siècle, puis remanié au XIXe siècle. Il est désarmé par décision ministérielle du 21 novembre 1881. Laissé à l'abandon, il est affecté en 1977 au Parc national de Port-Cros. En 2003, l'État en concède la jouissance au photographe Yann Arthus-Bertrand, à charge pour lui d'en assurer la restauration.